# Vivant Human Specimen
 (juillet 2025).
Motif : Aucune source secondaire présente ni trouvée, pas de trace d'une sortie à compte d'éditeur. Probable autopromo
- Archive Wikiwix
- Bing
- Cairn
- DuckDuckGo
- E. Universalis
- Gallica
- Google
- G. Books
- G. News
- G. Scholar
- Persée
- Qwant
- (zh) Baidu
- (ru) Yandex
- (wd) trouver des œuvres sur Wikidata

| 1. | Préciser le motif de la pose du bandeau. | Précisez le motif de la pose du bandeau en utilisant la syntaxe suivante : {{admissibilité à vérifier\|date=juillet 2025\|motif=remplacez ce texte par le motif}}                          |
| 2. | Informer les utilisateurs concernés.     | Pensez à avertir le créateur de l'article, par exemple, en insérant le code ci-dessous sur sa page de discussion : {{subst:avertissement admissibilité à vérifier\|Vivant Human Specimen}} |

 (janvier 2021).
Si vous disposez d'ouvrages ou d'articles de référence ou si vous connaissez des sites web de qualité traitant du thème abordé ici, merci de compléter l'article en donnant les références utiles à sa vérifiabilité et en les liant à la section « Notes et références ».
Vivant Human Specimen est une bande dessinée aux traits « mangas » se déroulant dans une ville peuplée quasi exclusivement de Yōkai. Parmi eux, un humain nommé Bolt tient un magasin de souvenirs.

## Résumé
Seul humain dans un marché peuplé de Yōkai, Bolt est le vendeur du magasin de Baku, le dévoreur de rêves. Là, il propose à ses clients d'acheter des cassettes vidéo contenant les souvenirs et les regrets d'humains, que ceux-ci ont vendus ou perdus, volontairement ou à regrets. Lui-même est à la recherche de sa propre cassette, qu'il a apparemment perdue, mais elle ne fait pas partie des stocks du magasin.
Le vendeur voisin, Skull, tient lieu de personnage secondaire pendant la première partie de l'histoire, celle contenue dans le premier volume (Face A) de la série. Dans celui-ci, Bolt, après avoir excité la curiosité de nombreux Yōkai et reçu leur visite, finit par se voir confier une mission par le Roi des rats, représenté dans l'histoire par un homme au manteau couvert de rongeurs : l'aider à se débarrasser d'un Yōkai.

## À venir
Seul le premier volume (face A) est actuellement disponible. Un second volume est prévu, ainsi qu'un volume "Bonus" contenant des suppléments. L'histoire elle-même sera terminée avec l'arrivée du second volume. Les ventes sont actuellement limitées à la vente par correspondance et la vente lors de salons.

## Critiques
« Ces monstres japonais, associés aux V.H.S. (Video Home Studio, s'il faut le rappeler) de la boutique de Baku, donnent le charme d'un vintage intemporel à cette histoire, sans compter l'inclusion d'une estampe érotique d'Hokusaï (le rêve de la femme du pêcheur), amusante et décalée... Le dessin manga, au caractère pointu, n'est pas ce qu'il y a de plus détaillé, mais montre ce qu'il y a à voir. À suivre ! »